# 4 f.Kr.
| 4 f.Kr.            |
| ------------------ |
| Dødsfald - Fødsler |
|                    |

## Født
- Jesus Kristus – jødisk filantrop og prædikant[1]
- Lucius Annaeus Seneca – romersk filosof og statsmand

## Dødsfald
- Herodes den Store